# Morvay Ferenc (református lelkész)
Morvay Ferenc (Érszakácsi, Szilágy vármegye, 1848. december 29. – Nagyváty, 1924. november 4.) református lelkész.

## Élete
Morvay Mihály kántor-tanító és Szabó Zsuzsánna nemes szülők fia (címeres nemes levelét a Morvay család 1652-ben kapta). Atyját még kis korában elvesztette, anyja sok gonddal nevelte és Zilahra vitte iskolába, tízéves korában anyját is elvesztette. A koporsó mellől Lőrinczy György ügyvéd vitte magával és családja tagjává tette. Miután később gyámja is meghalt, 1863-ban teljesen a maga erejére volt utalva. Az erdélyi rendszer szerint akkor már bennlakó diák volt; innét 1865-ben Kolozsvárra ment és itt is nélkülözéssel küzdve a VIII. osztályt elvégezte és 1866-ban érettségi vizsgát tett; ezután két évig jogot hallgatott Ócsvay Ferenctől. 1868-ban Sárospatakra ment és 1870-ben a teológiai tanfolyamot elvégezve, szeptember Tiszatarjánba ment akadémikus rektornak, ahol egyszersmind orgonista volt; az orgonajátékot magánszorgalommal sajátította el. Közben mint legátus vagy supplikáns (1863., 1868. és 1870-ben) Erdélyt és Magyarországot gyalog beutazta. 1873-ban a rektorsága ideje letelvén, július 13-án Sárospatakon letette az I. lelkészi vizsgát és szeptember 5-én Mezőtúron kezdette meg segédlelkészi szolgálatát; onnét 1874. február 14-én a dunamelléki egyházkerületbe Vaiszlóra rendelte püspöke Török Pál, és ez év november 11-én lelkészi vizsgáját tette le Budapesten. 1875-ben Oldra ment segédlelkésznek; 1876-ban Lacházára hivatott tanító-káplánnak. 1877-ben Szaporcára (Baranya vármegye) kellett mennie helyettes lelkészül, ahol július 22-én szaporca-tésenfai lelkésszé választatott. 1886-ban a nagyvátyi (Baranya vármegye) református egyház hívta meg lelkészének, ahol 1887. április 27-étől működött. 1893-tól a felső-baranyai egyházmegye papi főjegyzője és tanácsbírája, Baranya vármegye bizottsági tagja, ahol az ellenzék egyik szónoka és több évig a függetlenségi párt elnöke volt. 1902-ben a dunamelléki egyházkerület tanácsbírája lett. 1915-ben vonult nyugdíjba.

## Írásai
Cikkei a Gyakorlati Lelkészetben (1877. Két sírbeszéd); a Prot. Egyh. és Iskolai Lapban (1877-től több évig Levelek Felső-Baranyából X2 jegygyel és több czikk, 1888. vezérczikkek sat., 1891-92. A biblia epikai feldolgozásának történetéből, 1892-1902. vezérczikkek és Belföld rovatban czikkek, Törvénytisztelet és még valami, 1893. Jókai jubileuma és a reformátusok, Berki József, nekr., 1894. Az országos lelkészi gyámintézet kérdéséhez, 1895. Evangelisáczió Felső-Baranyában, Horváth Pál, nekr., 1898. A kongruajavaslathoz, 1902. Az énekeskönyv revisiójáról, Szűcs Dániel kántortanító emlékezete sat.); a Sárospataki lapokban (1889-1902. vezérczikkek és egyéb közlemények: A lelkészi fizetések kiegészítésének kérdése, Tetemrehivás a belmissió kérdésében, Protestans revisio, A reversalisok eltörlésének kérdése sat.); a Protestáns Szemlében (1900. Baranyai egyházi élet a XVIII. században); írt még az Üstökösbe, a Budapesti Hirlap, Magyar Hirlap, Egyetértés, Magyarország c. lapokba; állandó munkatársa volt a Pesti Naplónak, később a Pécsi Figyelőnek, majd a Magyar Szónak.

## Munkái
- A temetés szertartása meghalt lelkészeink koporsóinál. Siklós, 1886. (Kézirat gyanánt).
- Az affiliacio kérdéséhez. Siklós, 1894. (Két értekezés Baranya-Sellyén ápr. 11. felolv. Egyik Bosznai Sándoré).
- A felső-baranyai ev. ref. egyházmegye közgyűléseinek Jegyzőkönyve az 1894., 1895., 1897-1902. évekről. Pécs. Nyolcz füzet. (Szerk. és kiadta).
- Néhány őszinte szó a lelkészek állami segélyezésének kérdéséhez. Irta: Egy pap. Pécs, 1898.
- Református Kis Káté, vagyis utmutatás a keresztyén vallás legfőbb igazságai megismerhetésére. A református keresztyén legszükségesebb imáival együtt. (A gyülekezeteken kívül élő hitrokonaink lelki táplálékául). Bpest, 1898. (Az Okor-szigetvidéki egyházi értekezlet által 200 koronával jutalmazott pályamű. 3000 példányban nyomatott).

A felső-baranyai egyházmegye múltja történeti adatainak összeszedésével bízta meg.
Kéziratban: prédikációi és a dunántuli népesség számbeli visszahanyatlását és annak okait feltüntető adatok.

## Álnevei és jegyei
Ágodi, Aliquis, Dr. Parti, Giráltfai, Dunamelléki, Akárki, Parázs és -y-cz.